# Pont de Valvins
Le pont de Valvins ou pont de Samoreau est un ouvrage d'art qui traverse la Seine entre Samois-sur-Seine, Samoreau et Vulaines-sur-Seine, en France. Le premier pont remonte au début du XIXe siècle, mais détruit au cours de la Seconde Guerre mondiale, il est remplacé par le pont actuel construit en 1977.

## Situation et accès

### Situation générale
L'ouvrage est situé sur les limites communales de Samois-sur-Seine en rive gauche et celles de Samoreau et Vulaines-sur-Seine en rive droite, près du hameau de Valvins qui lui donne son nom, et plus largement au sud-ouest du département de Seine-et-Marne.

### Situation routière
Le franchissement est situé entre les points de repère no 4 et no 5 de la route départementale 210. Elle fait également partie de la véloroute européenne EuroVelo 3.

## Historique

### Contexte
Entre Samois et Samoreau, « un gué permettait assez facilement d’y traverser la Seine. La légende des alcôves veut qu’Henri IV le passe à cheval pour rendre visite à sa chère Gabrielle aux Pressoirs du Roy. Valvins servait de port à Fontainebleau, aussi bien pour la Cour qui y arrivait de Paris en coche d’eau que pour l’exportation des pavés de grès. »
À Valvins, un bac fait le service du passage de la Seine. D'après H. Stein, ce bac appartenait encore au XVIIIe siècle à l'abbaye de Saint-Germain-des-Prés. Le gouvernement révolutionnaire s'attribue la propriété des bacs et bateaux établis à poste fixe et le droit de passage est vendu aux enchères. Au début du XIXe siècle, ce bac est établi juste en face de la rue du Bac actuelle.

### Premier pont
Entre 1811 et 1825, est construit un pont de cinq piles reliées par des arches en bois, qui supplante le bac. Jusqu'en 1849, il faut payer pour traverser le pont: 1 sou par personne, âne, vache ou cochon; 2 sous par cheval ou mulet non chargés; et 3 sous s'ils sont chargés. Le dernier passeur vit jusqu'en 1833, ruiné, ne subsistant que grâce aux besognes courantes du port de Valvins.

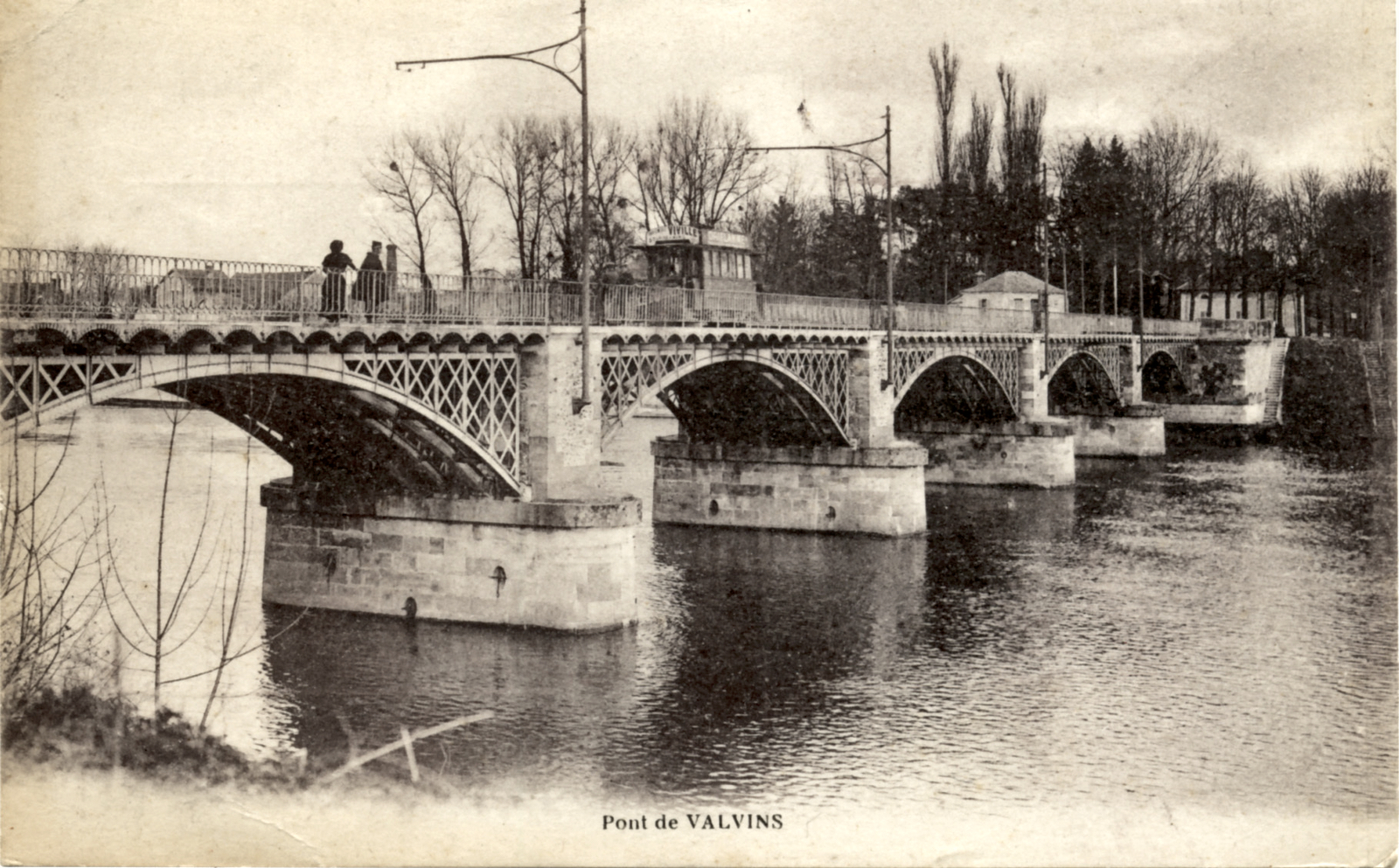
Premier pont de Valvins en 1910 avec le tramway.

En 1866, des arches métalliques viennent remplacer la structure de bois. Une ligne du tramway de Fontainebleau reliant le château de Fontainebleau à Samoreau par la gare de Fontainebleau-Avon passe sur le pont de 1909 à 1937.
L'écrivain André Billy racontait à propos du Pont de Valvins qu'« il a joué dans la méditation de Mallarmé un rôle presque aussi important que son cabinet de travail ou son jardin ». L'historien de la littérature Henri Mondor rappelait que c'est au Pont de Valvins que Mallarmé rencontra un baigneur qui, perdant connaissance, était en train de se noyer : ce baigneur n'était autre que Paul Valéry.

### Seconde Guerre mondiale
En juin 1940, le pont de Valvins est détruit par le génie français pour ralentir l'avancée allemande. Peine perdue, à peine l'armistice signé, un pont de bois est lancé à travers le fleuve.
En 1944, le pont est l'enjeu d'une bataille aussi brève (deux jours) que meurtrière (près de 1 000 morts: 180 Américains, 800 Allemands). Le 23 août, la 5e division d'infanterie américaine, avant-garde du 20e corps d’armée du général Patton, vient de libérer Fontainebleau, puis Samois-sur-Seine, et tente de franchir la Seine sur le pont provisoire. Mais leur approche est stoppée par une explosion qui détruit le pont (elle est due soit à la neutralisation d'un canon anti-char de l'armée allemande par un chasseur bombardier allié, soit à une charge explosive allemande,). Le génie américain tente alors de déployer un pont mobile en travers de la Seine, sous le feu ennemi. Une bataille de position s'engage (artillerie de 75, 105 et 250), les forces allemandes protégées par le talus ferroviaire, les forces américaines à découvert sur la rive opposée. Les Américains ajustent leurs tirs grâce à un petit avion d'observation qui survole le champ de bataille, les Allemands sont renseignés par une vigie placée dans le clocher de l’église de Vulaines (le clocher est bientôt la cible de plusieurs tirs directs et est détruit). Deux enfants (Robert Tocchio, décoré pour cela par la Croix de guerre et la médaille de la valeur américaine, et son ami André) viennent à la rencontre des Américains et leur proposent de passer à couvert dans un angle mort. Un lieutenant-colonel (Kelley Lemmon) se distingue en traversant la Seine à la nage pour s'emparer de quelques canoës laissés par des plaisanciers sur la rive tenue par les Allemands et en revenant sous le feu (cet acte de bravoure lui vaut la Distinguished Service Cross). Grâce à ces embarcations, une compagnie entière, celle du capitaine Jack Gerrie, peut traverser le fleuve et établir une tête de pont sur l'autre rive. Les Allemands demandent des renforts et une colonne de blindée remonte quai des Plâtreries à Samois, mais elle est immédiatement prise pour cible et en partie détruite par l'aviation américaine. Des chars Panzer positionnés sur les hauteurs de Vulaines bombardent à coup de 75 mm les deux rives du fleuve. Offensives et contre-offensives se succèdent et laissent de nombreux cadavres sur le sol. Le lendemain, 24 août, l'artillerie américaine pilonne la rive ennemie (près de 40 obus toutes les 15 secondes), ce qui permet au génie de déployer un pont mobile posé sur des bateaux au niveau du "campus de Laffemas", face au lieu-dit Le Bac, à côté du bungalow de Claire Fougea. Les unités américaines se ruent de l'autre côté et se déploient dans Samoreau, Vulaines, puis Héricy et Champagne-sur-Seine. Ce n'est que le lendemain, vendredi, que les Allemands se replient définitivement.
Le pont provisoire dure une semaine, avant qu'un pont provisoire de type Bailey soit posé sur les piles de l'ancien pont. Il est très bruyant en raison de sa chaussée de bois.

### Pont actuel
Le pont actuel est construit en 1977, légèrement en amont de l'ancien. Il relie, « pour que la mémoire demeure », le « Rond-point de la liberté » (côté Samois) au « Carrefour Patton » (côté Samoreau). Il est construit en béton précontraint pour le tablier et en béton armé pour les deux piles et les culées.
Une étude rapportée par le Parisien (19 octobre 2001) fait état en 2001 d'un trafic sur le pont de plus de 22 000 véhicules par jour.
Une voie verte est construite en 2020 en bordure aval (sud) de la chaussée sur le parcours de l'Eurovéloroute 3 Scandibérique. Une voie verte passant sous le pont sur la rive gauche est également réalisée reliant la route en provenance de Samois à la gare de Fontainebleau-Avon.

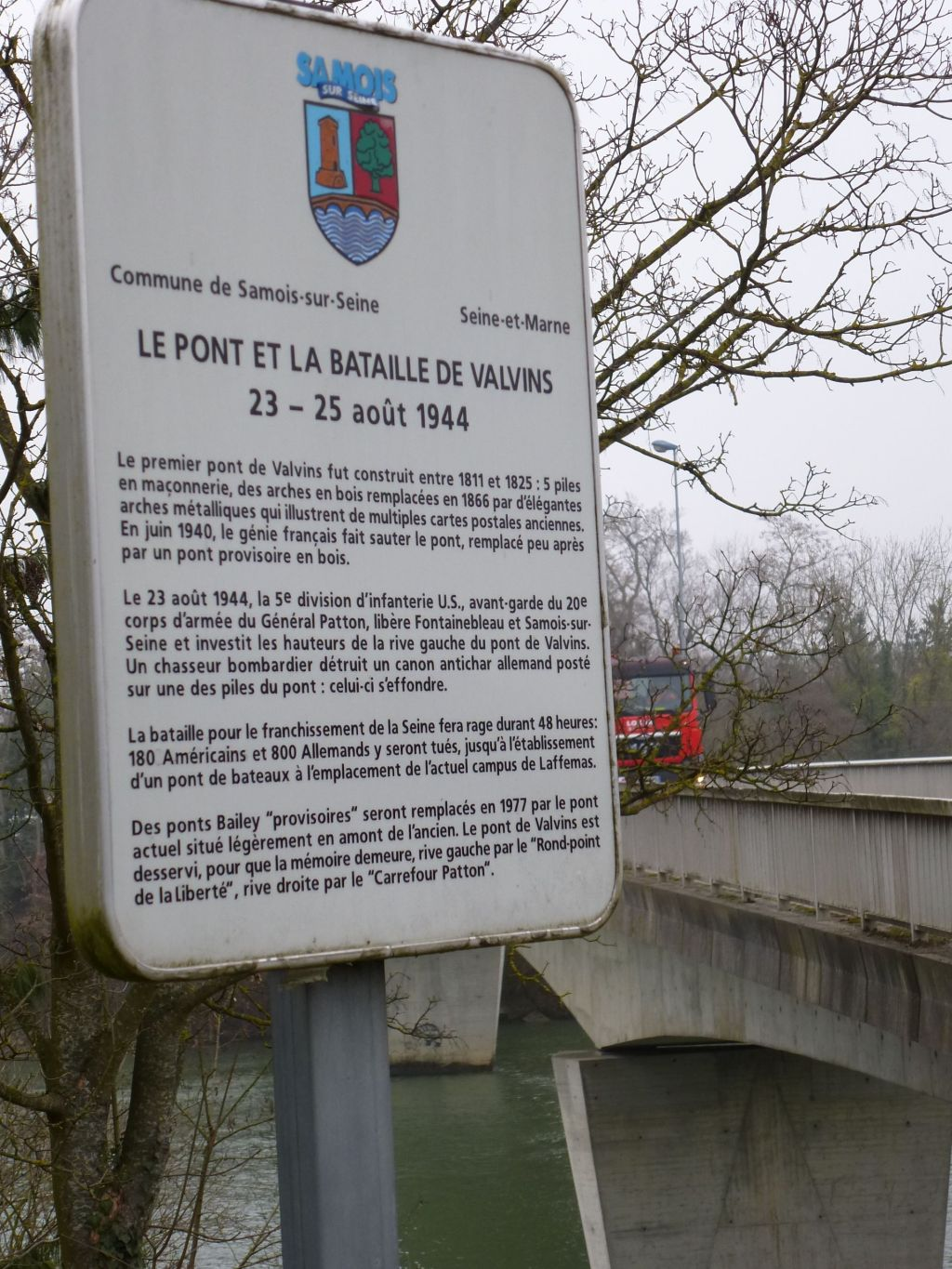
Panneau municipal posé à l'entrée du nouveau pont.
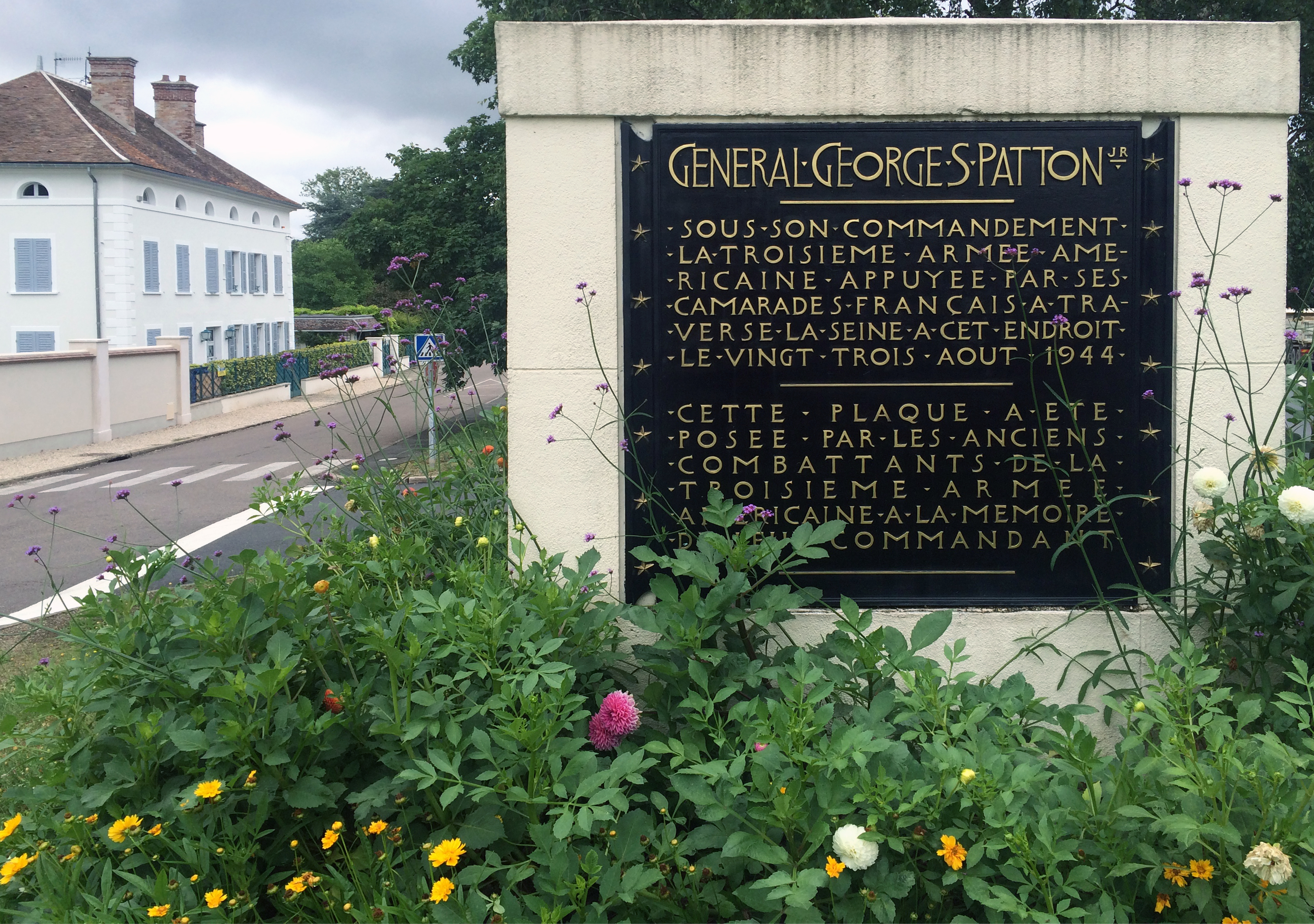
Plaque de commémoration en l'honneur du général Patton.
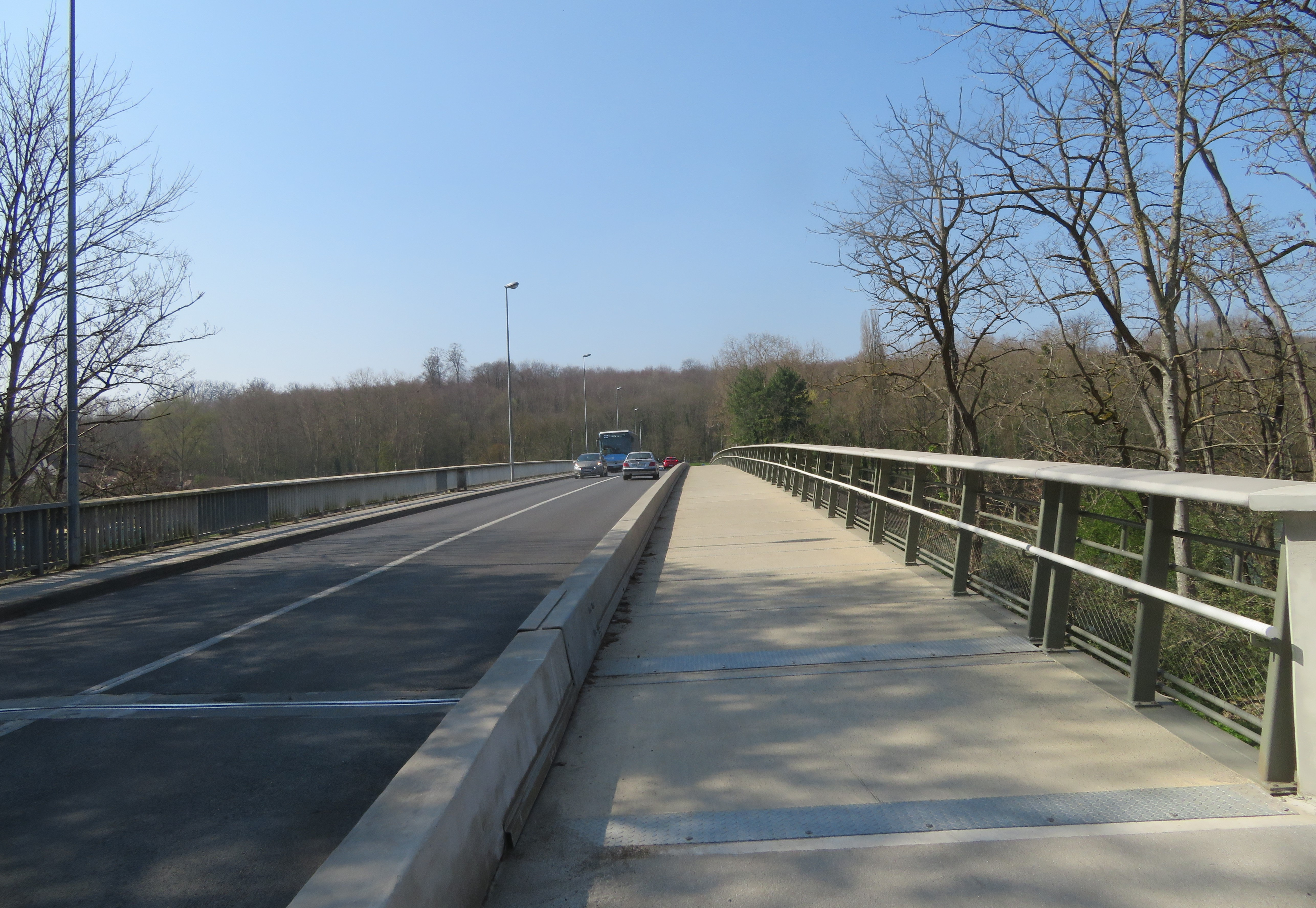
Voie verte sur le pont.